# Never Say Quit
Never Say Quit er en amerikansk stumfilm fra 1919 af Edward Dillon.

## Medvirkende
- George Walsh som Reginald Jones
- Florence Dixon som Helen Lattimore
- Henry Hallam
- William Frederic
- Frank Jacobs